# Mieko Kamimoto

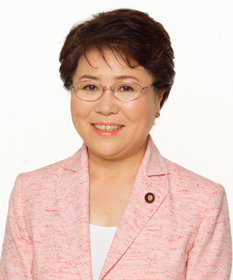
Mieko Kamimoto (2011)

Mieko Kamimoto (jap. 神本 美恵子, Kamimoto Mieko; * 22. Januar 1948 im Landkreis Asakura, Präfektur Fukuoka, Japan) ist eine japanische Politikerin (DPJ→DFP→KDP) und war von 2001 bis 2019 Abgeordnete im Sangiin, dem Oberhaus des Nationalparlaments. Innerparteilich gehört sie zur Akamatsu-Gruppe.

## Leben
Kamimoto arbeitete nach ihrem Studium an der Fukuoka Kyōiku Daigaku als Lehrerin an Grundschulen in Kanagawa und Fukuoka. In den 1990er Jahren gehörte sie in verschiedenen Funktionen dem Exekutivkomitee (shikkō-iinkai) der japanischen Lehrergewerkschaft (Nikkyōsō) an.
Bei der Sangiin-Wahl 2001 erhielt Kamimoto als Kandidatin der Demokratischen Partei (DPJ) in der nationalen Verhältniswahl mit 173.705 Personenstimmen den achthöchsten Stimmenanteil auf der Liste und war somit knapp gewählt. 2007 wurde sie mit 224.999,035 Stimmen, Platz sieben auf der demokratischen Liste, sicher wiedergewählt. Im Sangiin war Kamimoto von 2009 bis 2010 Vorsitzende des Rechnungsausschusses und von 2011 bis 2012 (Kabinett Noda) war sie parlamentarische Staatssekretärin im MEXT. Bei der Wahl 2013 erhielt sie 176.248 Stimmen und erreichte den fünften Listenplatz, der trotz des mit sieben Sitzen historisch schwachen Abschneidens der Demokratischen Partei bei der Verhältniswahl für eine Wiederwahl ausreichte.
Im März 2018 gab Kamimoto bekannt, zur Wahl 2019 nicht mehr anzutreten. Die Nikkyōsō wird als Ersatz den ehemaligen Sangiin-Abgeordneten Shun'ichi Mizuoka, der bis 2016 die Präfektur Hyōgo vertrat, als ihren Kandidaten in der Verhältniswahl nominieren. An der Fusion der Demokratischen Fortschrittspartei, der Nachfolgepartei der DPJ, mit der Kibō no Tō zur Demokratischen Volkspartei im Mai 2018 beteiligte sich Kamimoto nicht und schloss sich stattdessen der Konstitutionell-Demokratischen Partei von Yukio Edano an.